# Narandiba (ort)
Narandiba är en ort i Brasilien.   Den ligger i kommunen Narandiba och delstaten São Paulo, i den södra delen av landet, 800 km sydväst om huvudstaden Brasília. Narandiba ligger 431 meter över havet och antalet invånare är 4 289.
Terrängen runt Narandiba är platt. Närmaste större samhälle är Pirapozinho, 14,9 km norr om Narandiba.
Omgivningarna runt Narandiba är huvudsakligen savann. Runt Narandiba är det glesbefolkat, med 10 invånare per kvadratkilometer.